# The Used
Pour les articles homonymes, voir Used.
The Used est un groupe de rock alternatif américain, originaire d'Orem, dans l'Utah. Le groupe comprend le chanteur Bert McCracken, le guitariste Joey Bradford (remplaçant Justin Shekoski en 2018, lui-même remplaçant le guitariste Quinn Allman en 2015), le bassiste Jeph Howard, et le batteur Dan Whitesides (remplaçant du batteur Branden Steineckert en 2006).
Le groupe signe au label Reprise Records, et se popularise en juin 2002 après la sortie de leur premier album éponyme. Il suit d'un deuxième album, In Love and Death, en septembre 2004 et d'un troisième album, Lies for the Liars, en mai 2007. Shallow Believer, un EP qui comprend de nombreuses faces B, est publié en février 2008. Ils passent l'année 2008 à enregistrer leur quatrième album, Artwork, qui est publié en août 2009. Un cinquième album, intitulé Vulnerable, est publié en mars 2012 au label indépendant Hopeless Records. En été 2013, ils publient l'EP The Ocean of the Sky. Leur sixième album, Imaginary Enemy, est publié en avril 2014. Le septième album, The Canyon sort en octobre 2017. Enfin, Heartwork, leur huitième album, est sorti le 24 avril 2020.
The Used atteint le succès grâce à ses nombreux albums certifiés disques de platine et d'or à l'international.

## Biographie

### Débuts (2001)
The Used est formé en 2001 à Orem, dans l'Utah, aux États-Unis. À la fin des années 1990, The Used avait pour seul membre Branden Steineckert. Quinn Allman et Jepha se joignent à Branden, avec une succession de chanteurs différents. Ce n'est que peu avant janvier 2001 qu'ils rencontrent Bert McCracken, qu'ils avaient vu auparavant dans un autre groupe. Bert avait à l'époque aperçu une annonce que le groupe avait laissé, disant qu'ils cherchaient un chanteur. Il contacte aussitôt le groupe et peu de temps après, il rejoint officiellement le groupe. Avant l'arrivée de McCracken, celui-ci s'appelait Dumb Luck.
Le chanteur principal, Bert McCracken, a eu une vie peu heureuse avant sa carrière. Ses parents n'acceptaient pas qu'il refuse de suivre leur exemple : vivre selon le mode de vie mormon. Il se retrouve alors à la rue et sombre dans la drogue (la chanson Maybe Memories du premier album parle d'ailleurs de cette période). Mais il réussit à s'en sortir et fonde un groupe avec des amis rencontrés dans la rue, Quinn Allman (guitare), Jeph Howard (basse) et Branden Steineckert (batterie). À l'origine, Howard était le chanteur du groupe, mais Bert remplit maintenant cette fonction grâce à sa voix puissante. Le groupe combine des éléments de rock, emo, et connaît une popularité grandissante. Maybe Memories est la toute première chanson que le groupe ait composée.[Quand ?]

### The UsedetIn Love and Death(2002–2005)
En 2002, The Used publie son premier album studio, l'éponyme The Used. Viendra Maybe Memories (un CD/DVD qui réunit des live ainsi que certaines b-sides) en 2003, le deuxième album In Love and Death en 2004. De cet album, les chansons Take It Away et All That I've Got feront croître la popularité du groupe.

### Lies for the LiarsetArtwork(2006–2009)

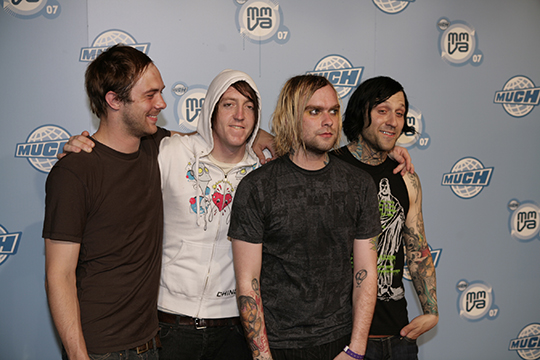
De gauche à droite : Quinn Allman, Dan Whitesides, Bert McCracken et Jeph Howard (MuchMusic Video Awards), en juin 2007.

Branden Steineckert n'est pas directement renvoyé du groupe, et encore moins pour des raisons d'alcool contrairement à une petite rumeur. Bert McCracken explique dans une interview qu'il y avait trop de conflits et d'embrouilles entre Branden Steineckert et le reste du groupe. Quinn Allman, le guitariste, déclare que les ambitions musicales de Branden Steineckert étaient trop différentes de celles du groupe. En accord avec Branden Steineckert et pour qu'il puisse s'épanouir musicalement, le groupe décide donc de se séparer de lui. Il rejoint depuis Rancid, son groupe préféré.
Le 6 février 2007, le groupe sort un nouveau CD/DVD intitulé Berth. Même système que pour le précédent album, il précède le prochain album. Le successeur de leur dernier album, In Love and Death, s'intitule Lies for the Liars. Il sort le 22 mai 2007 et plusieurs chansons de l'album ont été jouées en primeur par le groupe lors de la tournée hivernale Taste of Chaos 2007. Le premier single extrait de ce nouvel album est The Bird and the Worm. Suivront Liar, Liar et Pretty Handsome Awkward.
Le prochain album du groupe est à présent terminé, intitulé Artwork ; il est sorti début septembre 2009, incluant le premier single Blood On My Hands. Dan Whitesides joue beaucoup avec The Used, bien avant son arrivée officielle pour la tournée Lies for the Liars. Artwork sera son premier enregistrement avec le groupe. Le producteur Matt Squire (Panic! At The Disco, Cute Is What We Aim For, Boys Like Girls …) prend en charge la production de cet album, cela sera leur premier album sans leur producteur habituel John Feldmann, voulant un son complètement nouveau pour cet album.

### DeVulnerableàImaginary Enemy(2010–2015)

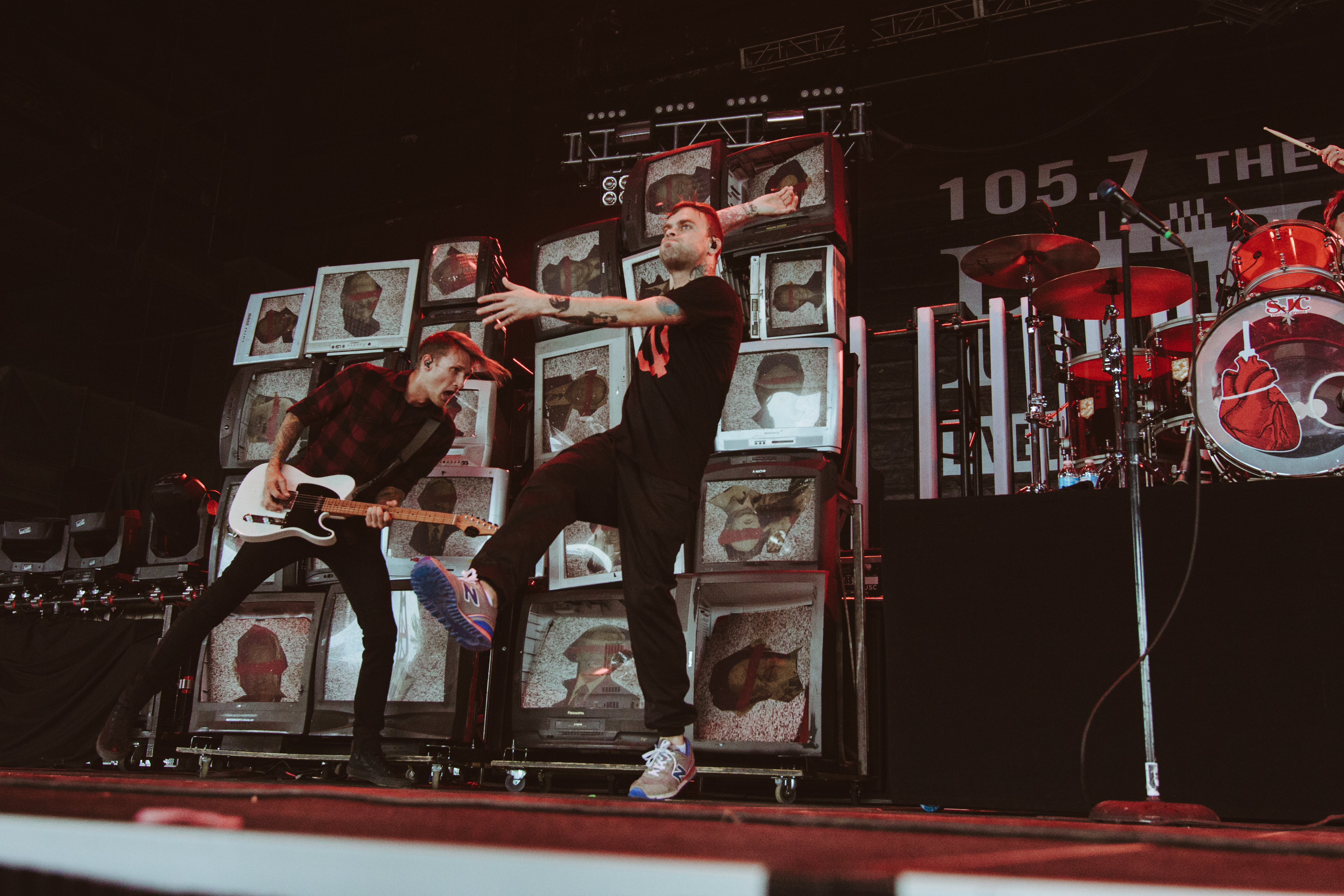
Justin Shekoski et Bert McCracken en 2015.

En décembre 2011, la date de sortie de Vulnerable est changée. Elle est reportée au 26 mars 2012,. Le premier single de l'album, I Come Alive, est publié sur Internet le 17 janvier. Le deuxième single de Vulnerable, Hands and Faces, est publié sur Internet en février 2012. En soutien à Vulnerable, The Used embarque pour une tournée nord-américaine en mai et juin 2012, et joue au Warped Tour en juin et juillet 2012,. En juin 2012, The Used est forcé d'annuler ses dates canadiennes à cause du casier judiciaire de McCracken.
En juin 2013, The Used annonce leur nouvel EP, The Ocean of the Sky et l'EP est publié le mois suivant. En mi-janvier 2014, le groupe révèle son sixième album, Imaginary Enemy. Il est publié le 1er avril 2014 au label GAS Union. L'album s'inspire de la fille de McCracken.
En début février 2015, le guitariste Quinn Allman se sépare du groupe. Le guitariste de Saosin, Justin Shekoski, le remplace en tournée dès février 2015. The Used tourne au Royaume-Uni en février 2015 avec Landscapes. Le 19 novembre 2015, The Used annonce sa séparation en bons termes avec Allman, et son remplacement définitif par Shekoski.

### The Canyon(depuis 2016-2018)
Le groupe publie l'album live Live and Acoustic at the Palace, en avril 2016. Il est enregistré lors d'un concert organisé le 11 octobre 2015 au Palace de Los Angeles. The Used tourne cette année en Europe, Amérique du Nord, et en Australie pour célébrer leur quinzième anniversaire. The Used entre en studio pour un nouvel album en mars 2017, The Canyon qui sort le 27 octobre de la même année, précédé par le clip du single "Over and Over Again".
En mars 2018, The Used commence à effacer Justin Shekoski de leurs photos promotionnelles, ainsi que de la liste des membres de leur page facebook. Fin avril 2018, Joey Bradford, du groupe Hell or Highwater, apparaît sur des vidéos montrant le groupe en train de répéter pour leur prochaine tournée. En mai 2018, le groupe annonce avoir ordonné une injonction d'éloignement à l'encontre de Shekoski après que la collaboration avec le groupe se soit achevée.

### Huitième album (depuis 2019)
The Used sort un EP vinyle en édition limitée lors du Record Store Day 2019, intitulé Live from Maida Vale. Il est composé de quatre pistes enregistrées en direct sur BBC radio à Londres en septembre 2018, incluant deux reprises, une de Shadow of the Day de Linkin Park, et une de Smells Like Teen Spirit de Nirvana. Il s'agit également du premier enregistrement avec Joey Bradford, nouveau guitariste du groupe. Bert McCracken a annoncé dans une interview en décembre 2018 que le groupe prévoyait d'enregistrer un huitième album courant 2019 et de le sortir en fin d'année.

## Membres

### Membres actuels
- Bert McCracken – chant, piano (depuis 2001)
- Jeph Howard – basse, chœurs (depuis 2001)
- Dan Whitesides – batterie, chœurs (depuis 2006)
- Joey Bradford – guitare, chœurs (depuis 2018)

### Anciens membres
- Quinn Allman – guitare, chœurs (2001–2015)
- Branden Steineckert – batterie, chœurs (2001–2006)
- Justin Shekoski – guitare, chœurs (2015-2018)

### Membre de tournée
- Greg Bester – guitare rythmique (2002)

## Discographie

### Bandes son
- 2003 : Grind - Poetic Tragedy
- 2005 : Saw 2 - Sound Effects et Overdramatics
- 2007 : Transformers - Pretty Handsome Awkward
- 2008 : Moonlight épisode 5 - The Bird and the Worm
- 2009 : Transformers 2 : la Revanche - Burning Down the House
- 2010 : Le Choc des Titans - The Bird and the Worm
- 2011 : True Blood, épisode 10, saison 4 - Burning Down the House
- 2014 : Tokyo Ghoul, épisode 1, saison 2 - Own my Own